# 百崎郭氏墓群
百崎郭氏墓群，位于中国福建省泉州市惠安县百崎回族乡下埭村，为一个全国重点文物保护单位，类型为古墓葬，2001年1月20日，“回族郭仲远墓”公布为第五批福建省文物保护单位。2019年10月7日，“百崎郭氏墓群”公布为第八批全国重点文物保护单位。